# Katarzyna Zielińska

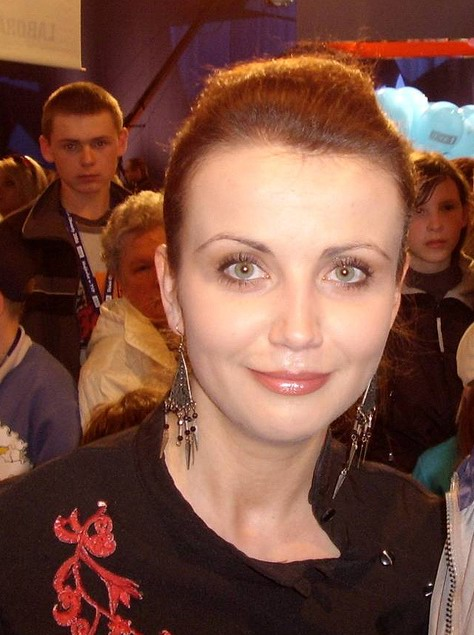
Katarzyna Zielińska (2007)

Katarzyna Zielińska (* 29. August 1979 in Limanowa) ist eine polnische Schauspielerin und Sängerin.

## Leben
2002 absolvierte Katarzyna Zielińska die Theaterhochschule in Krakau.
2011 nahm sie an der 13. Staffel von Taniec z gwiazdami, dem polnischen Pendant zur deutschen Live-Show Let’s Dance, teil und erreichte mit ihrem Tanzpartner Rafał Maserak den vierten Platz.

## Filmografie (Auswahl)
- 1999: Töchter des Glücks (Córy szczęścia)
- 2002: Der Tag eines Spinners (Dzień świra)
- 2004: Mein Nikifor (Mój Nikifor)
- 2006: Plac Zbawiciela
- 2007: Rys
- 2007: Barwy szczęścia (Fernsehserie, 8 Episoden)
- 2010: M jak miłość (Fernsehserie, 1 Episode)
- 2011: Och, Karol 2
- 2011: Listy do M.
- 2022: Herzensparade (Parada serc)